# 문경 상무 WFC
문경 상무 WFC(Mungyeong Sangmu Women's Football Club)는 대한민국 경상북도 문경시에 있는 축구 선수단이다. 국군체육부대가 운영하는 여자 세미프로 축구단이며, 2007년 3월에 창단했다. 현재 국군체육부대 제2경기대에 속해 있고, WK리그에 참가하고 있다.

## 역사
본래 연고지는 부산광역시였고, 2016년부터 보은군청의 후원을 받아 연고지를 보은군으로 옮기고 보은 상무 여자 축구단이라는 팀명으로 개칭하여 WK리그에 임한다. 이에 따라 충청북도 보은군으로 연고지를 옮기고 2016년 2월에 보은군청에서 정식 연고 협약도 체결했다.
이 팀에 입단하는 선수들은 대한민국 여군의 특성상 군 간부인 부사관 신분으로 뛴다. 거기에 부사관 4년 의무복무 기간이 경과한 후 장기복무 심사에서 합격하면, 현역 선수로 계속 활동할 수 있다. 그렇기에 드래프트를 통해 이 팀의 지명을 받은 선수들은 본인의 의사와 관계없이 군에 입대해서 부사관으로 임관하기 때문에 논란이 생겼고, 이는 2015 WK리그 드래프트 때 상무의 지명을 받은 최유리가 입단을 거부해 1년 동안 WK리그에서 뛸 수 없게 되는 일이 벌어지면서 크게 폭발하였다.
상무 여자축구단은 2015년 12월에 선수선발세칙을 개정했고 본 드래프트에 참가하지 않는 대신 사전 드래프트에서 여군 부사관으로 자원입대할 선수들만 받기로 결정하여 입단 관련 문제가 해결됐다. 이 개정은 좋은 반응을 얻었다.
이후 보은 상무는 사전 드래프트를 실시하게 되었는데 마치 非 육군사관학교 출신 사관후보생이 소위로 임관하기 전에 보병 병과를 받은 인원에 한정해서 특전사 인사장교가 파견되어 특전사 홍보를 하면서 소위 임관과 동시에 특전사에 배치될 사관후보생들의 지원을 받듯 동일하게 여자 고등학교 축구팀에 국군체육부대 인사장교가 파견되어 보은 상무 홍보를 하면서 지원자를 받는 방식으로 사전 드래프트를 하게 되었으며 해당 여자 고등학교 축구부 선수들은 보병 병과를 배정받은 사관후보생이 특전사에 지원하는 것처럼 지원, 중립, 거절 중 하나를 선택할 수 있게 되었다. 거절을 선택한 선수는 보은 상무에 입단할 수 없으며 지원을 선택한 선수를 먼저 영입한 후 인원을 채우지 못할 경우 중립을 선택한 선수들 중에서 랜덤하게 선발한다. 사전 드래프트에서 인원을 채우지 못하면 본 드래프트에 참가하게 된다.

## 선수단
| NO. | 포지션 | 이름   | 생년월일         | 전 소속 |
| --- | ------ | ------ | ---------------- | ------- |
| 1   | GK     | 조아라 | 2001년 12월 20일 |         |
| 3   | DF     | 박현아 | 2000년 1월 21일  |         |
| 4   | DF     | 서인경 | 2000년 11월 29일 |         |
| 5   | DF     | 송다희 | 1996년 4월 3일   |         |
| 6   | DF     | 김지원 | 1993년 8월 11일  |         |
| 7   | MF     | 반도영 | 1985년 10월 25일 |         |
| 8   | MF     | 권하늘 | 1988년 3월 7일   |         |
| 9   | MF     | 김민진 | 1995년 10월 7일  |         |
| 10  | MF     | 안상미 | 1992년 5월 23일  |         |
| 11  | DF     | 김희수 | 1996년 7월 4일   |         |
| 12  | FW     | 박예나 | 1999년 5월 14일  |         |
| 14  | FW     | 권다은 | 2000년 8월 4일   |         |
| 15  | MF     | 심효정 | 1997년 10월 29일 |         |
| 16  | DF     | 최수경 | 2001년 1월 9일   |         |
| 17  | FW     | 양서영 | 1999년 8월 12일  |         |
| 18  | MF     | 문진서 | 2000년 5월 23일  |         |
| 19  | DF     | 최다경 | 2000년 11월 8일  |         |
| 20  | DF     | 한아름 | 1991년 6월 10일  |         |
| 21  | DF     | 노진경 | 2000년 6월 3일   |         |
| 22  | FW     | 이정민 | 2000년 11월 11일 |         |
| 23  | GK     | 하지희 | 2000년 11월 28일 |         |

### 유명선수
- 유영아 (2009 ~ 2013)
- 권하늘 (2011 ~ 현재)

## 코칭스태프
- 감독 : 이미연
- 수석코치 : 박넝쿨
- GK 코치 : 지학진
- 의무 : 문서연

### 역대 감독
- 1대 이수철 (감독 대행, 2007)
- 2대 이미연 (2008 ~ 현재)

## 시즌별 개요
| 시즌 | 대회         | 팀 | 경기 | 승 | 무 | 패 | 득 | 실 | 차  | 승점 | 순위 |
| ---- | ------------ | -- | ---- | -- | -- | -- | -- | -- | --- | ---- | ---- |
| 2014 | WK리그       | 7  | 24   | 4  | 6  | 14 | 23 | 45 | -22 | 18   | 6위  |
| 2014 | 전국체육대회 | 8  | 2    | 1  | 0  | 1  | 9  | 4  | +5  |      | 4강  |

## 같이 보기
- 국군체육부대